# Eriauchenius bourgini
Eriauchenius bourgini är en spindelart som först beskrevs av Jacques Millot 1948.  Eriauchenius bourgini ingår i släktet Eriauchenius och familjen Archaeidae.
Artens utbredningsområde är Madagaskar. Inga underarter finns listade i Catalogue of Life.